# رود پاخرا
رود پاخرا (انگلیسی: Pakhra) یک رودخانه در استان مسکو کشور روسیه است..